# Saison 4 d'Orange Is the New Black
Chronologie
Saison 3 Saison 5
Cet article présente le guide des épisodes de la quatrième saison de la série télévisée Orange Is the New Black.

## Généralités
Comme les autres productions originales de Netflix, tous les épisodes ont été mis en ligne simultanément le même jour.

## Distribution

### Acteurs principaux
- Taylor Schilling : Piper Chapman  «Pip's» par Alex Vause
- Laura Prepon : Alex Vause
- Michael J. Harney : Sam Healy
- Kate Mulgrew : Galina « Red » Reznikov
- Yael Stone : Lorna Morello
- Natasha Lyonne : Nicolette « Nicky » Nichols
- Danielle Brooks : Tasha «Taystee » Jefferson
- Taryn Manning : Tiffany « Pennsatucky » Doggett
- Uzo Aduba : Suzanne « Crazy Eyes / La folle dingue » Warren
- Selenis Leyva : Gloria Mendoza
- Adrienne C. Moore : Cindy « Black Cindy » Hayes
- Dascha Polanco : Dayanara « Daya » Diaz
- Nick Sandow : Joe Caputo
- Samira Wiley : Poussey « P » Washington
- Jackie Cruz : Marisol « Flaca » Gonzales
- Lea DeLaria : Carrie « Big Boo » Black

### Acteurs récurrents et invités
- Laverne Cox : Sophia Burset
- Elizabeth Rodriguez : Aleida Diaz
- Laura Gomez : Blanca Flores
- Jessica Pimentel : Maria Ruiz
- Diane Guerrero : Maritza Ramos
- Lin Tucci : Anita DeMarco
- Beth Fowler : Sœur Jane Ingalls
- Constance Shulman : Yoga Jones
- Vicky Jeudy : Janae Watson
- Michael Chernus : Cal Chapman
- Mary Louise Wilson (VF : Myriam Thyrion) : Millie (épisode 9)
- Matt Peters : Joel Luschek
- Catherine Curtin : Wanda Bell
- Joel Marsh Garland : Scott O'Neill
- Brendan Burke : Wade Donaldson
- Alysia Reiner : Natalie « Fig » Figueroa
- Kimiko Glenn : Brook Soso
- Dale Soules : Freida
- Lori Petty : Lolly
- Emily Althaus : Maureen Kukudio
- Brad William Henke : Desi Piscatella
- Marsha Stephanie Blake : Berdie Rogers
- Mike Birbiglia : Danny Pearson
- Alan Aisenberg : Baxter « Gerber » Bayley
- James McMenamin : Charlie « Donuts » Coates
- Ian Paola : Yadriel
- Tanya Wright (en) : Crystal Burset
- Blair Brown : Judy King

## Épisodes

### Épisode 1:Un ami encombrant
Avec l'arrivée massive de nouvelles détenues dont la célèbre Judy King et l'évasion des détenues vers le lac, Caputo doit appeler du renfort parmi les gardes du QHS en soutien du personnel sous-qualifié qu'il a sous la main. 
Maureen veut rester dans la forêt avec Crazy Eyes mais cette dernière panique et préfère retourner au plus vite à Litchfield. 
Dans la serre, Lolly sauve Alex du gardien infiltré et elles le laissent pour mort en attendant de pouvoir l'enterrer plus tard.
Judy King trouve vite ses aises dans la prison, sympathisant avec Luschek et recevant un traitement de faveur de la part de Caputo.

Quand Alex revient dans la nuit pour enterrer le corps, elle se rend compte que le tueur n'était pas mort et doit l'achever en silence alors que des gardiens font une ronde près de là. Le lendemain, Alex et Lolly reçoivent l’aide de Frieda pour se débarrasser du corps en plusieurs morceaux sous le potager. 
Flaca nourrit la réputation de dure à cuir de Chapman parmi les nouvelles détenues, qui ont hâte d'en découdre avec elle.  

### Épisode 2:La loi du plus fort
Malgré la surpopulation qui crée un climat de tension, Caputo charge Healy de placer Judy King avec une seule détenue ; il choisit Yoga Jones, qui est mal à l'aise avec sa situation privilégiée. 
Black Cindy et sa nouvelle voisine, Alison Abdullah, deviennent vite ennemies en raison de leurs religions et opinions. 
La nouvelle voisine de Red l'empêche de dormir avec ses ronflements puissants. 
Piper essaie de trouver un terrain d'entente avec sa nouvelle voisine et l'engage comme garde du corps. 
Pennsatucky et Big Boo surveillent Maritza de loin, craignant que sa nouvelle proximité avec Coates la mette en danger. 
Caputo refuse de s'occuper de la situation de Sophia, préférant régler la question du remplacement des gardiens et parvient à convaincre ses employeurs d'engager des vétérans qui logeront sur place. 
Daya s'inquiète du sort de son bébé, qui va être confié aux services sociaux alors que Cesar est sur le point d'être condamné à une lourde peine. 

### Épisode 3:Confessions
Taystee est choisie par Caputo pour être son assistante, une position bien vue par ses amies mais pour lequel elle n'est pas très douée.
Red devient jalouse du traitement spécial réservé à Judy King, qui reçoit l’attention de Healy et a vite accaparé son potager. 
Piper perd des alliées dans son trafic de culottes. Maria lui propose de recruter parmi les nouvelles détenues dominicaines mais quand elle refuse, celles-ci décident de commencer leur propre trafic. 
Caputo a un rendez-vous galant avec Linda, une employée de MCC, et ils surprennent un ancien gardien de Litchfield en train de travailler comme commis dans le restaurant. 
Lorna découvre que son mari vit encore chez ses parents. Lors de sa visite, ils ont une relation sexuelle à distance.
Soso et Poussey deviennent très proches mais se rendent compte qu'elles ne se connaissent absolument pas : quand Brook arrange une rencontre entre Poussey et Judy King, elle présente son amie comme venant de la rue pour expliquer que Poussey perde ses moyens devant la star de la télévision. 

### Épisode 4:Docteur Psycho
Depuis sa cellule au QHS, Burset fait tout pour que Caputo la libère, d'abord en inondant sa cellule puis en déclenchant un incendie. 
Healy profite de la présence de Judy King pour monter un cours de cuisine mais quand la star de la télévision refuse, il lui force la main. L'atelier est un succès, cependant King demande à changer de conseiller. 
Alex panique à l'idée que Frieda tue Lolly pour assurer son silence et demande à Red de la raisonner. Red essaie de temporiser mais se sent impuissante devant les psychoses de Lolly. Alors qu'elle fait une crise, Healy parvient à la calmer et la convaincre que le mort n'était qu'une hallucination. 
Chapman découvre que Maria a commencé son propre commerce de culottes et que toutes les détenues préfèrent travailler avec sa rivale. 

### Épisode 5:Nous aurons toujours Baltimore
Les restrictions budgétaires de Litchfield amènent à une pénurie de tampons et un marché noir commence à apparaitre. 
Les premières culottes du clan de Maria parviennent à sortir grâce à Maritza qui utilise la camionnette pour faire sortir la marchandise et parvient à déjouer la surveillance des gardes avec son bagout. 
Pour contrer le gang rival, Chapman dénonce les Latinas à Piscatella et les gardes commencent une série de fouilles au corps les visant. Voyant que cela fonctionne, elle se dit qu'elle peut créer une brigade de surveillance anti-gang au sein de la prison. Mais les choses lui échappent et, au grand désarroi de Piper, provoquent la formation d'un clan de suprémaciste blanche. 

### Épisode 6:Grosse m***
Au QHS, Nichols est chargée de l'entretien et découvre que Sofia est maintenue à l'isolement. Elle lui donne un magazine pour ne pas perdre la tête mais découvre plus tard que Sofia a utilisé les pages pour se blesser et maculer sa cellule de sang. Déprimée et en colère, elle retombe dans l'héroïne, rompant sa sobriété de trois ans. 
Luschek commence à sa grande surprise à se sentir coupable d’avoir envoyé Nichols au QHS et sa déprime ennuie Judy qui demande à son avocat d'intervenir pour la faire revenir à Litchfield. 
Taystee veut envoyer des photos de Judy King aux journaux à scandales pour se faire de l’argent ; Allison a un téléphone portable qui pourrait lui servir mais Black Cindy refuse de lui accorder sa confiance jusqu'au moment où elles se trouvent un point commun : leur haine des scientologues. 
La rumeur d'un trafic de culottes remonte aux oreilles des gardiens. Pour échapper aux contrôles, Piper s'arrange pour que Maria soit accusée :Piscatella se montre inflexible et au lieu de l'envoyer au QHS ou SHU, recommande au juge d'alourdir sa peine de trois à cinq ans. Maria et ses filles en veulent énormément à Piper.

### Épisode 7:C'était mieux dans ma tête
Chapman décide de rejoindre le gang des néo-nazi pour être protégé de Maria. Ces dernières la considèrent comme leur chef, ce que pense aussi toute la prison. Après une discussion avec Nicky et que les skinhead lui fassent comprendre qu'elles veulent prendre le pouvoir dans la prison, elle décide de laisser tomber ce groupe
Taystee et Black Cindy essaient d'avoir une bonne photo de Judy King à envoyer à la presse à scandales et se retrouvent avec un cliché où Cindy semble vouloir frapper la star de la télévision ; Taystee est déçue jusqu'au moment où elle découvre que Judy a animé une émission pour enfants au contenu raciste. 
Aleida a baissé les bras devant la difficulté des examens qu'elle doit passer avant sa sortie. Se considérant sans talent, Judy lui fait remarquer son don de manucure. 
Nichols est de retour à Litchfield, à la grande joie de toutes, mais Gloria et Sœur Ingalls s'inquiètent encore pour Sophia. Nicky est choqué de ce qui s'est passé dans la prison pendant son absence. Red organise une fête pour célébrer le retour de sa protégée, où elle remarque des signes montrant que Nicky reprend de la drogue. 
Au cours de la soirée, Healy espère aider Lolly à lutter contre sa paranoïa et se reconnecter au monde, en vain. 

### Épisode 8:On a toutes besoin d'aide
Piper touche le fond depuis son attaque et son marquage. Elle s'éclipse du corps de BTP pour boire de l'eau et trouve Alex et Nicky dans le potager en train de fumer du crack ; elle les rejoint et, après une première réaction de dégoût, elle décide, à la grande surprise et choc d'Alex, de fumer avec elles. Elle leur montre sa marque pendant qu'Alex leur révèle qu'elle a tué Aydin et les informes de la présence du corps du tueur dans la terre. Quand Red apprend que Piper est au courant pour Alex, elle lui fait comprendre qu'elle n'a pas intérêt à parler et lui dit que d'autres personnes ont été là pour Alex. Voyant que Piper s'en veut énormément et réalisant, en voyant sa marque, qu'elle est au fond du trou, elle se charge de la corriger, changeant la croix gammée en fenêtre. 
Aleida reprend le salon de coiffure de Sophia pour en faire un salon de manucure mais Maria utilise l'endroit pour faire passer de la drogue et elle craint que sa réduction de peine ne soit annulée. 
Maritza souhaite quitter le business de Maria, qui refuse et la menace.
Coates fait ses excuses à Pennsatucky. 
Crystal veut forcer Caputo à s'occuper du dossier de Burset en le harcelant chez lui mais Linda, présente, sort une arme. 

### Épisode 9:Les caprices de l'amour
Maritza se sent de plus en plus mal à l'aise avec sa participation au trafic de Maria. L'un des gardiens la repère et en entendant une discussion entre elle et Flaca, la force à participer à un jeu sordide. 
Blanca se rebelle contre les fouilles au corps faites sur les détenues hispaniques en ayant mauvaise odeur et tient tête à tous les gardiens. L'un d'eux lui ordonne de la rester debout sur une table de la cafétéria jusqu'à ce qu'elle décide à se laver.
Pennsatucky se pense prête à pardonner à Coates, un geste que Big Boo refuse de tolérer. 
Lorna devient peu à peu persuadée que sa sœur a une liaison avec son mari. 
Red ne sait plus comment aider Nicky à se libérer de la drogue, le cas de sa protégée lui rappelant Tricia. Piper s'en veut d'avoir fumé du crack avec elle, Alex lui fait comprendre que cela n'aurait rien changé. Nicky finit par décider de se sevrer.
La photo de Judy et Cindy fait la une et pour énerver Caputo, elles jouent le jeu d'une vraie liaison. 

### Épisode 10:Un lapin, un crâne, un lapin, un crâne
À la surprise de tous, Blanca résiste depuis plusieurs jours et tient bon debout ; Piper se sent mal devant la situation et alors qu'elle lui glisse à manger, elle se retrouve avec la même peine. 
Sœur Ingalls est parvenue à entrer au QHS avec un téléphone pour Sophia ; Caputo l'apprend et prend lui-même une photo de Sophia, qu'il confie à Danny pour qu'il la publie sur son site dénonçant les méfaits de MCC. 
Les tensions entre les détenues néo-nazies et les Noires s'intensifient quand Taystee parvient à faire diffuser The Wiz pour la soirée cinéma. 
Aleida est libérée de prison et a du mal à se réadapter. Elle découvre que sa cousine a vendu presque toutes ses affaires et que sa seule amie est la dernière amante de Cesar. 
En l'absence de sa mère, c'est Gloria qui veille sur Dayanara. 
Nicky affirme vouloir rester sobre mais Red ne la croit pas et s'arrange pour qu'aucun revendeur de la prison ne lui donne quoi que ce soit. 

### Épisode 11:Populaire
La découverte du corps d'Aydin entraine la procédure d'isolation de Litchfield : la prison reste éveillée tant que la coupable n'est pas démasquée. La nouvelle ébranle Healy, qui croyait en un délire de Lolly, et il part avant d'être enfermé. 
Alex est très stressé mais Frieda et Red lui dise qu'elle n'a rien à craindre, qu'ils n'ont rien sur eux et qu'en cas d'interrogatoire, il ne faut pas qu'elles lachent.
Caputo étant appelé par les responsables de MCC pour couvrir leurs arrières, Piscatella prend la direction des lieux et prend des mesures radicales : patrouille des gardiens et interrogation de détenues choisies, à commencer par Red. 
Humphrey profite de l'enfermement des détenues que Piscatella veut interroger pour les provoquer et entrainer une bagarre entre Suzanne et Kukudio, qui finit mal. 
De leur côté, Yoga Jones, Judy et Luschek prennent de la drogue dans la chambre privée de la star et le trip vire au plan à trois. Le lendemain, Yoga Jones et Luschek se sentent mal.
Pennsatucky repère les crises de manque de Nicky et l'aide à passer la nuit. 

### Épisode 12:Les animaux
Caputo revient à Litchfield et apprend les événements de la nuit de la part de Bayley. Il décide de suspendre Humphrey mais Piscatella intervient et le menace de partir avec tous les gardiens. Caputo se rend compte qu'il n'a plus aucune autorité à cause des opérations de MCC et trouve la seule personne qui comprenne sa situation : Figueroa. 
La haine commune contre Piscatella unit les différents clans de la prison mais elles sont incapables de se mettre d'accord sur la marche à suivre. 
Healy ne parvient pas à gérer sa décision d'envoyer Lolly en psychiatrie et finit par se faire également interner. 
Sophia revient à Litchfield, méconnaissable, et trouve de l’aide chez Gloria. 
Pennsatucky demande à Boo d'abandonner sa haine envers Coates. 

### Épisode 13:Un toast grillé ne redevient jamais moelleux
La mort injuste de Poussey secoue tout le monde, détenues comme personnel. Piscatella veut couvrir ses gardiens mais Caputo le met en congé et veut faire les choses correctement, seulement la bureaucratie de MCC ralentit les choses en cherchant à arranger les événements. 
Red réuni les siennes et leur demande de faire du jardinage afin de les occuper pour qu'elles ne s'attirent pas de problèmes.
Piper remarque qu'Alex a commencé à laisser des mots révélant le nom du gardien démembré. Elles décident de les retirer et de les brûler.
MCC arrange une libération anticipée pour Judy King afin de l’écarter de toute l’affaire. 
Après près d'une journée entière où chacune a fait son deuil, le corps de Poussey est évacué et Caputo fait une déclaration télévisée. Cependant, il refuse la version de MCC présentant Bayley comme un danger mais présentant la mort de Poussey comme l'échec d'un système. L'annonce rend Taystee furieuse et elle déclenche une émeute juste au moment où Judy King allait quitter les lieux. 